# 劉孟雷
劉孟雷（1544年—？），字靜之，號淳寰，江西吉安府廬陵縣人，軍籍，明朝政治人物、進士出身。

## 生平
嘉靖四十年（1561年）辛酉科江西鄉試第五十一名，會試第四十七名，萬曆二年（1574年）登甲戌科會試第四十七名，第二甲第四十二名進士。历官池州府知府，十五年二月升福建副使，累升福建右布政使，二十五年八月升山西左布政使。

## 家族
曾祖父劉本忠；祖父劉國信，贈刑部主事；父劉教，字道夫，號見川，舉人，曾任梧州知府。母王氏（封安人）。严侍下。弟孟雨、孟霖。